# Энкирх
Энкирх (нем. Enkirch) — община в Германии, в земле Рейнланд-Пфальц. 
Входит в состав района Бернкастель-Витлих. Подчиняется управлению Трабен-Трарбах.  Население составляет 1596 человек (на 31 декабря 2010 года). Занимает площадь 25,43 км².

## Известные уроженцы
- Эльхо, Рудольф (1839—1923) — немецкий писатель.